# Aberdeen College
Aberdeen College – największy college w Szkocji. Powstał w wyniku połączenia Aberdeen Technical College, Aberdeen College of Commerce oraz Clinterty Agricultural College. Uczelnia posiada kilka budynków, główny – Gallowgate w centrum Aberdeen oraz pozostałe, m.in. Altens, Gordon.